# Sharon Jemutai Cherop

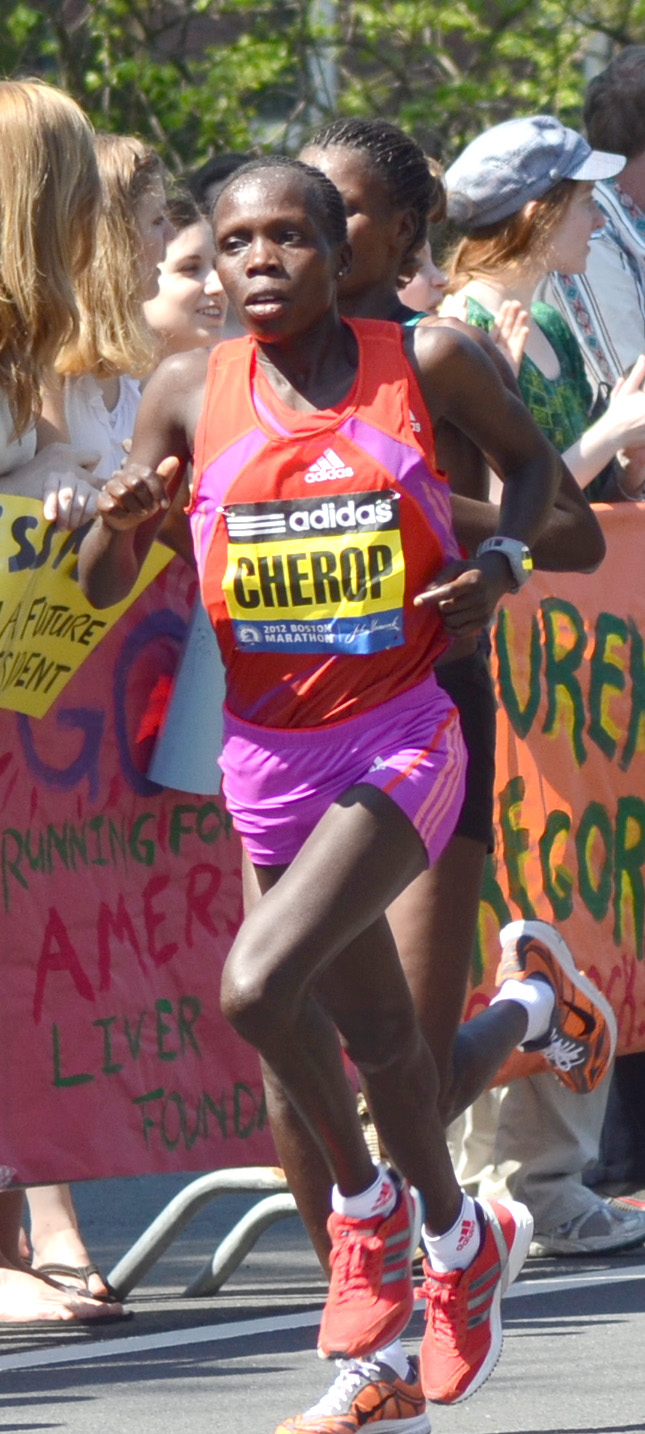
Sharon Jemutai Cherop beim Boston-Marathon 2012

Sharon Jemutai Cherop (* 16. März 1984) ist eine kenianische Marathonläuferin.
Die Dritte der Leichtathletik-Juniorenweltmeisterschaften 2000 über 5000 m siegte 2007 beim News and Sentinel Half Marathon und wurde Vierte beim Philadelphia-Halbmarathon, bevor sie bei ihrem Debüt über die 42,195-km-Distanz Dritte beim Twin Cities Marathon wurde. 2008 wurde sie Vierte beim Nashville-Marathon und 2009 Dritte beim Nairobi-Marathon.
2010 siegte sie beim Hamburg-Marathon, verbesserte dabei ihren persönlichen Rekord um mehr als fünf Minuten und lief über eine Minute Vorsprung heraus. Ein weiterer Leistungssprung erfolgte beim Toronto Waterfront Marathon, bei dem sie mit 2:22:43 h die bislang schnellste Zeit einer Frau auf kanadischem Boden lief. Im Jahr darauf wurde sie Dritte beim Boston-Marathon, gewann Bronze bei den Leichtathletik-Weltmeisterschaften in Daegu und wurde Zweite beim Delhi-Halbmarathon.
2012 wurde sie Siebte beim Dubai-Marathon und siegte beim Boston-Marathon. 2013 wurde sie Dritte beim Boston-Marathon und Zweite beim Berlin-Marathon.
Ihr Ehemann Matthew Kibowen Kosgei ist ebenfalls als Marathonläufer erfolgreich.

## Persönliche Bestzeiten
- 3000 m: 9:09,23 min, 31. Mai 2004, Rehlingen
- 5000 m: 15:40,7 min, 22. September 2000, Nairobi
- 10.000 m: 32:03,0 min, 15. Juli 2011, Nairobi
- Halbmarathon: 1:07:08 h, 27. November 2011, 27. November 2011, Neu-Delhi
- Marathon: 2:22:39 h, 27. Januar 2012,	Dubai